# Margareta Studer
Margareta Studer (* um 1370 in Freiburg im Üechtland; † 1436/1437 in Freiburg, französisch Marguerite Studer) war Angeklagte in den Waldenserprozessen in Freiburg i. Üe.
Ihr Vater war Jakob Studer, der Ältere. Ihre Mutter war Isabella, deren Nachname nicht bekannt ist. Margareta Studer war die Schwester von Wilhelm Studer, der 1412 Stadtpfarrer von Freiburg wurde und aufgrund seiner Waldenser Herkunft 1425 Freiburg verliess und erst 1445 wieder nach Freiburg zurückkehrte. Drei weitere Brüder (Hanso, Johannes, Jakob) leiteten in Avignon eine Perroman-Gesellschaft.
Studer heiratete spätestens 1405 Perrod Churlin, einen Walker, der spätestens 1389 Bürger von Freiburg geworden war.
Studer war in die Waldenserprozesse von 1399 und 1430 involviert. Im ersten Prozess wurde sie freigesprochen, im zweiten mit fünf anderen Frauen zu lebenslänglicher Haft verurteilt. 1432 wurde sie begnadigt, wie das Urteil bereits vorgesehen, aber den Zeitpunkt der Begnadigung nicht festgelegt hatte.